# Ellen van Dijk
Eleonora Maria van Dijk –conhecida como Ellen van Dijk– (Harmelen, 11 de fevereiro de 1987) é uma desportista neerlandesa que compete no ciclismo na modalidade de rota, pertencendo à equipa Trek-Segafredo desde o ano 2019; ainda que também disputou competições de pista. Tem sido sete vezes campeã mundial em estrada e uma vez campeã mundial em pista.
Em estrada obteve treze medalhas no Campeonato Mundial de Ciclismo em Estrada entre os anos 2012 e 2022, uma medalha de ouro nos Jogos Europeus de Baku de 2015 e oito medalhas no Campeonato Europeu de Ciclismo em Estrada entre os anos 2016 e 2022. Além de uma vitória de etapa do Giro de Itália Feminino de 2013 e a vitória no Tour de Flandres de 2014.
Ganhou uma medalha de ouro no Campeonato Mundial de Ciclismo em Pista de 2008 e uma medalha de prata no Campeonato Europeu de Omnium de 2008.
Participou em dois Jogos Olímpicos de Verão, em Londres 2012 ocupou o sexto lugar em perseguição por equipas e o oitavo na contrarrelógio, e em Rio de Janeiro 2016 o quarto lugar na contrarrelógio e o 21.º em estrada.

## Medalheiro internacional
| Campeonato Mundial                                | Campeonato Mundial          | Campeonato Mundial | Campeonato Mundial                |
| Ano                                               | Lugar                       | Medalha            | Competição                        |
| ------------------------------------------------- | --------------------------- | ------------------ | --------------------------------- |
| 2012                                              | Valkenburg ( Países Baixos) | Medalha de ouro    | Contrarrelógio por equipas        |
| 2013                                              | Florença ( Itália)          | Medalha de ouro    | Contrarrelógio                    |
| 2013                                              | Florença ( Itália)          | Medalha de ouro    | Contrarrelógio por equipas        |
| 2015                                              | Richmond ( Estados Unidos)  | Medalha de prata   | Contrarrelógio por equipas        |
| 2016                                              | Doha ( Catar)               | Medalha de ouro    | Contrarrelógio por equipas        |
| 2016                                              | Doha ( Catar)               | Medalha de prata   | Contrarrelógio                    |
| 2017                                              | Bergen ( Noruega)           | Medalha de ouro    | Contrarrelógio por equipas        |
| 2018                                              | Innsbruck ( Áustria)        | Medalha de bronze  | Contrarrelógio                    |
| 2018                                              | Innsbruck ( Áustria)        | Medalha de bronze  | Contrarrelógio por equipas        |
| 2020                                              | Imola ( Itália)             | Medalha de bronze  | Contrarrelógio                    |
| 2021                                              | Flandres ( Bélgica)         | Medalha de ouro    | Contrarrelógio                    |
| 2021                                              | Flandres ( Bélgica)         | Medalha de prata   | Contrarrelógio por relevos mistos |
| 2022                                              | Wollongong ( Austrália)     | Medalha de ouro    | Contrarrelógio                    |
| Jogos Europeus                                    |                             |                    |                                   |
| Ano                                               | Lugar                       | Medalha            | Competição                        |
| Ciclismo nos Jogos Europeus de Baku de 2015\|2015 | Baku ( Azerbaijão)          | Medalha de ouro    | Contrarrelógio                    |
| Campeonato Europeu                                |                             |                    |                                   |
| Ano                                               | Lugar                       | Medalha            | Competição                        |
| 2016                                              | Plumelec ( França)          | Medalha de ouro    | Contrarrelógio                    |
| 2017                                              | Herning ( Dinamarca)        | Medalha de ouro    | Contrarrelógio                    |
| 2018                                              | Glasgow ( Reino Unido)      | Medalha de ouro    | Contrarrelógio                    |
| 2019                                              | Alkmaar ( Países Baixos)    | Medalha de ouro    | Contrarrelógio                    |
| 2020                                              | Plouay ( França)            | Medalha de prata   | Contrarrelógio                    |
| 2021                                              | Trento ( Itália)            | Medalha de ouro    | Rota                              |
| 2021                                              | Trento ( Itália)            | Medalha de prata   | Contrarrelógio                    |
| 2022                                              | Munique ( Alemanha)         | Medalha de prata   | Contrarrelógio                    |

| Campeonato Mundial | Campeonato Mundial        | Campeonato Mundial | Campeonato Mundial |
| Ano                | Lugar                     | Medalha            | Competição         |
| ------------------ | ------------------------- | ------------------ | ------------------ |
| 2008               | Manchester ( Reino Unido) | Medalha de ouro    | Scratch            |
| Campeonato Europeu |                           |                    |                    |
| Ano                | Lugar                     | Medalha            | Competição         |
| 2008               | Alkmaar ( Países Baixos)  | Medalha de prata   | Omnium             |

## Palmarés

### Estrada
| - 2006 - 1 etapa do Tour Féminin en Limousin - 2007 - 1 etapa do Tour da Ilha de Chongming - Campeonato dos Países Baixos Contrarrelógio - 2008 - Campeonato Europeu Contrarrelógio sub-23 - 1 etapa do Tour Féminin en Limousin - 2009 - Campeonato Europeu Contrarrelógio sub-23 - 1 etapa da Holland Ladies Tour - 2010 - Sparkassen Giro - 1 etapa da Holland Ladies Tour - 2011 - Tour de Catar Feminino, mais 1 etapa - 1 etapa da Profile Ladies Tour - 2012 - Omloop van Borsele - Contrarrelógio Omloop van Borsele - 2 etapas da Gracia-Orlová - Campeonato dos Países Baixos Contrarrelógio - Lotto-Decca Tour, mais 1 etapa - 2013 - Le Samyn des Dames - Contrarrelógio Omloop van Borsele - Energiewacht Tour, mais 1 etapa - Gracia-Orlová, mais 3 etapas - Campeonato dos Países Baixos Contrarrelógio - 1 etapa do Giro d'Italia Feminino - Lotto-Belisol Belgium Tour - 3.ª na Copa do Mundo - Boels Rental Ladies Tour - Chrono Champenois-Trophée Européen - Campeonato Mundial Contrarrelógio - 3.ª no Ranking UCI - 2014 - Volta à Flandres - 2.ª no Campeonato dos Países Baixos Contrarrelógio - 1 etapa do Boels Rental Ladies Tour - Contrarrelógio Omloop van Borsele - 2015 - 1 etapa do Tour de Catar Feminino - Jogos Europeus Contrarrelógio - 2.ª no Campeonato dos Países Baixos Contrarrelógio - Contrarrelógio Omloop van Borsele | - 2016 - 1 etapa do Tour de Catar Feminino - Energiewacht Tour, mais 1 etapa - 1 etapa do Tour de Turingia feminino - Campeonato Europeu Contrarrelógio - 2.ª no Campeonato do Mundo Contrarrelógio - 2017 - Healthy Ageing Tour, mais 1 etapa - 2.ª no Campeonato dos Países Baixos Contrarrelógio - Campeonato Europeu Contrarrelógio - 1 etapa do Ladies Tour of Norway - Tour de Okinawa - 2018 - Omloop van het Hageland - Através de Flandres - 1 etapa do Tour de Turingia feminino - Campeonato dos Países Baixos Contrarrelógio - Campeonato Europeu Contrarrelógio - Madrid Challenge by La Vuelta - 3.ª no Campeonato do Mundo Contrarrelógio - 2019 - Através de Flandres - 1 etapa do Healthy Ageing Tour - 1 etapa do Tour de Turingia feminino - 2.ª no Campeonato dos Países Baixos Contrarrelógio - Campeonato Europeu Contrarrelógio - 2020 - 2.ª no Campeonato Europeu Contrarrelógio - 3.ª no Campeonato Mundial Contrarrelógio - 2021 - Healthy Ageing Tour, mais 1 etapa - 2.ª no Campeonato dos Países Baixos Contrarrelógio - 1 etapa do Lotto Belgium Tour - 2.ª no Campeonato Europeu Contrarrelógio - Campeonato Europeu em Estrada - Campeonato Mundial Contrarrelógio - 2022 - 1 etapa da Setmana Ciclista Valenciana - EasyToys Bloeizone Fryslân Tour, mais 1 etapa - Campeonato dos Países Baixos Contrarrelógio - Baloise Ladies Tour, mais 2 etapas - 2.ª no Campeonato Europeu Contrarrelógio - Campeonato Mundial Contrarrelógio |

### Pista
- 2006
  - 3.ª no Campeonato dos Países Baixos Perseguição

- 2007
  - Campeonato dos Países Baixos Perseguição

- 2008
  - Campeonato Mundial Scratch  
  - 2.ª no Campeonato Europeu Omnium 
  - 2.ª no Campeonato Europeu Perseguição sub-23 
  - Campeonato Europeu Pontuação sub-23 
  - Campeonato Europeu Scratch sub-23 [8]
  - Campeonato dos Países Baixos Perseguição

- 2009
  - København Perseguição
  - København Pontuação

- 2010
  - 2.ª no Campeonato Mundial Omnium 
  - 3.ª Campeonato dos Países Baixos Pontuação

- 2011
  - Astana Perseguição por Equipas (fazendo equipa com Amy Pieters e Kirsten Wild)
  - Campeonato dos Países Baixos Perseguição  
  - Campeonato dos Países Baixos Madison (fazendo casal com Kirsten Wild)

- 2012
  - Recorde dos Países Baixos Perseguição por Equipas[9] (fazendo equipa com Amy Pieters e Kirsten Wild — 3 min 20,013 s
  - Revolution Séries de Mánchester Pontuação (dezembro)

- 2022
  - Recorde da hora

## Resultados em Grandes Voltas e Campeonatos do Mundo
Durante a sua carreira desportiva tem conseguido os seguintes postos nas Grandes Voltas femininas e nos Campeonatos do Mundo em estrada:
| Corrida                | Corrida                | 2006 | 2007 | 2008 | 2009 | 2010 | 2011 | 2012 | 2013 | 2014 | 2015 | 2016 | 2017 | 2018 | 2019 | 2020 | 2021 | 2022 |
| ---------------------- | ---------------------- | ---- | ---- | ---- | ---- | ---- | ---- | ---- | ---- | ---- | ---- | ---- | ---- | ---- | ---- | ---- | ---- | ---- |
|                        | Giro d'Italia          | —    | —    | —    | —    | Ab.  | 94.ª | Ab.  | 24.ª | 26.ª | 23.ª | —    | —    | 33.ª | —    | 27.ª | 35.ª | —    |
|                        | Tour de l'Aude         | —    | 62.ª | 66.ª | —    | —    | X    | X    | X    | X    | X    | X    | X    | X    | X    | X    | X    | X    |
|                        | Tour de France         | —    | —    | —    | —    | X    | X    | X    | X    | X    | X    | X    | X    | X    | X    | X    | X    | 30.ª |
| Mundial em Estrada     | Mundial em Estrada     | —    | —    | —    | —    | —    | —    | Ab.  | 16.ª | 29.ª | 10.ª | 85.ª | 15.ª | 60.ª | —    | 19.ª | 18.ª | 24.ª |
| Mundial Contrarrelógio | Mundial Contrarrelógio | —    | 17.ª | 20.ª | 20.ª | —    | 6.ª  | 5.ª  | 1.ª  | 7.ª  | 7.ª  | 2.ª  | 5.ª  | 3.ª  | —    | 3.ª  | 1.ª  | 1.ª  |

—: não participa

Ab.: abandono

X: edições não celebradas

## Equipas
- Vrienden van het Platteland (2006-2008)
- Columbia/HTC/Specialized (2010-2013)
  - Team Columbia Women (2009)
  - HTC-Columbia Women's Team (2010)
  - HTC Highroad Women (2011)
  - Specialized-Lululemon (2012-2013)
  - Team Specialized-Lululemon (2012)
  - Specialized-Lululemon (2013)
- Boels Dolmans Cycling Team (2014-2016)
- Team Sunweb (2017-2018)
- Trek-Segafredo Women (2019-2022)